# Дашко Милиновић
Дашко Милиновић (Рума, 22. септембар 1980) српски је дизајнер, певач, новинар и радијски водитељ.

## Биографија
Дашко Милиновић је завршио Основну школу „Коста Трифковић” и Гимназију „Светозар Марковић” у Новом Саду, а графички дизајн је дипломирао у Београду.

### Музичка каријера
Суоснивач је и певач новосадског панк рок састава Ред јунион. Са овим саставом је снимио три студијска албума: Rebel Anthems (2003), Black Box Recorder (2006) и Rats and Snakes (2011).

### Сарадња са Младеном Урдаревићем
Милиновић је 2011. почео да води забавни јутарњи програм Узбудилник, заједно са Младеном Урдаревићем. Узбудилник је почео да се емитује 14. марта 2011. на таласима новосадског радија АС ФМ. За рад на овом јутарњем програму двојац Милиновић-Урдаревић је у децембру 2013. добио годишњу награду Независног друштва новинара Војводине.
Узбудилник се од 12. фебруара 2014. до 9. јула 2015. емитовао на београдском Радију Б92, тадашњем носиоцу националне фреквенције. Емисија је и у том периоду снимана у Новом Саду. Такође, Милиновић и Урдаревић су током 2014. покренули Чабаре, серијал представа стендап комедије.
Овај водитељски тандем је од 26. октобра 2015. радио јутарњи програм на новосадском О радију, интернет радио-станици у саставу Радио телевизије Војводине. Емисија од тада носи назив Аларм. Крајем септембра 2016. нова управа РТВ је прекинула сарадњу са Дашком и Млађом.
Двојац је 29. новембра 2016. покренуо сопствени интернет радио Дашко и Млађа. Рад радија финансира се уз помоћ новчаних донација слушалаца.

### Остале активности
Милиновић је до 2013. је био главни и одговорни уредник српског издања магазина за мушкарце CKM. Писао је у новинама и магазинима, али избегава да се назива новинарем. Данас пише колумне Communiqué за портал Мој Нови Сад.

### Контроверзе
Милиновић је 27. децембра 2018. ухапшен под оптужбом да је посредством друштвене мреже Твитер претио Владимиру Ђукановићу, посланику Српске напредне странке у Скупштини Србије. Хапшење су јавно осудили Независно удружење новинара Србије, Независно друштво новинара Војводине, Адвокатска комора Војводине и друге организације.
Дана 16. априла 2021. г. у раним јутарњим часовима је нападнут сузавцем и шипкама на сред улице у Новоме Саду. Он је нападаче окарактерисао као „фашисти”. Милиновић је нападаче препознао јер су га пратили данима раније.